# Yassıören, Derbent
Yassıören là một xã thuộc huyện Derbent, tỉnh Konya, Thổ Nhĩ Kỳ. Dân số thời điểm năm 2011 là 333 người.